# Johannes Isacus Pontanus

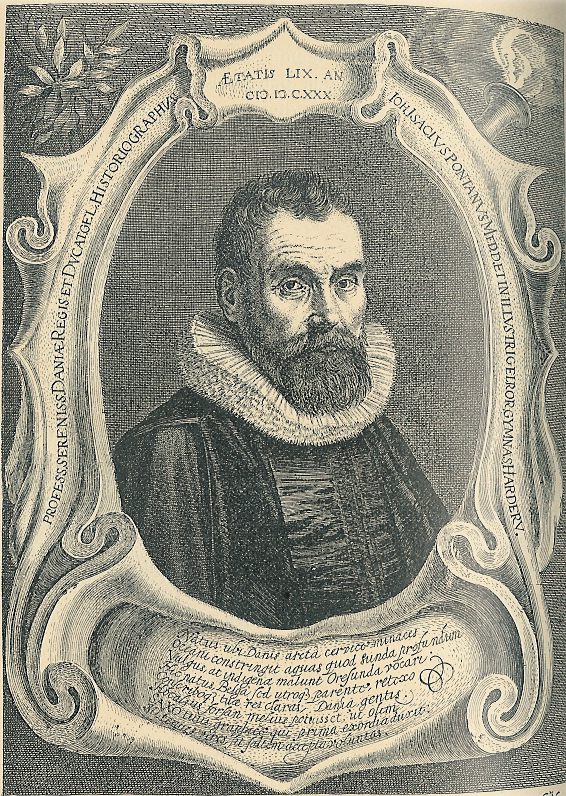
Johannes Isacus Pontanus

Johannes Isacus Pontanus (op zee bij Elseneur, 21 januari 1571 - Harderwijk, 7 oktober 1639) was een Nederlands arts, wijsgeer en historicus. 
Pontanus groeide op in Amsterdam. Hij studeerde in Franeker en Leiden en werd in 1593 Doctor Philosophiae. Hij werkte daarna gedurende drie jaar in Basel samen met de Deense astronoom Tycho Brahe en was van 1604 tot zijn dood als hoogleraar verbonden aan de universiteit van Harderwijk.
Zijn bekendheid dankt hij vooral aan de door hem geschreven geschiedwerken over onder andere Denemarken, Rerum Danicarum Historia uit 1631, over Gelre, Historiae Gelricae uit 1639 (samen met Arend van Slichtenhorst (1616-1657)), en over Amsterdam, Rerum et urbis Amstelodamensium historia uit 1611. Dit laatste boek wordt wel als het eerste min of meer objectieve geschiedwerk over de stad gezien, aangezien de meeste toenmalige geschiedschrijvers de Amsterdammers, veelal in opdracht, afstamming van Batavieren toedichtten en Pontanus dat naliet.